# Schlanke Anna

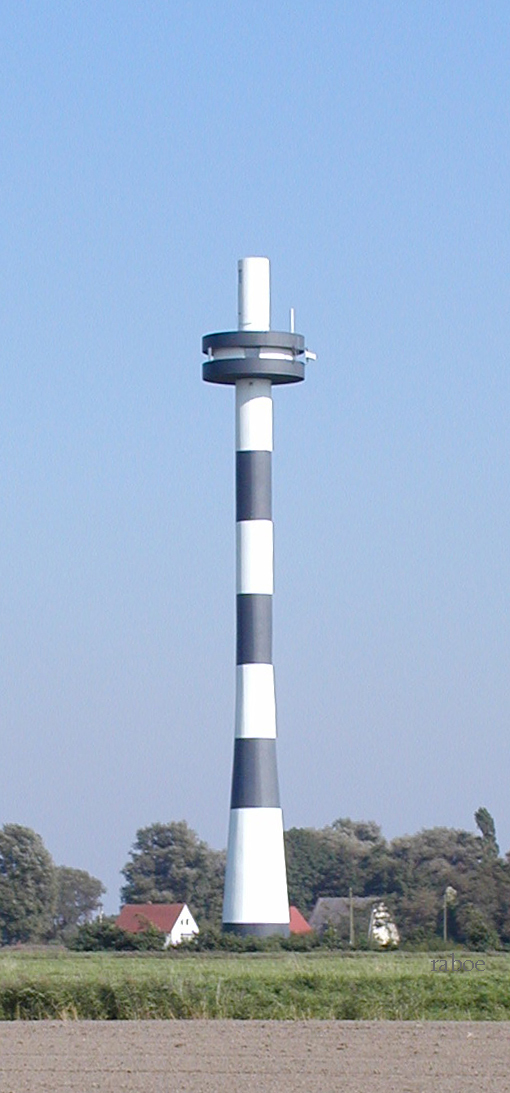
Die „Neue schlanke Anna“ in Altenbruch

Die Schlanke Anna war von 1897 bis 1976 ein Leuchtfeuer bei Cuxhaven-Altenbruch.
1971 wurde das Oberfeuer Altenbruch als 59 Meter hoher Betonturm neu ausgeführt.